# Jetstream
Jetstream è una canzone del gruppo rock-synthpop britannico New Order, estratta come secondo singolo dall'album Waiting for the Sirens' Call e pubblicata il 16 maggio 2005 dalla Warner Music. Incentrata sul tema dei viaggi aerei, è cantata dal membro degli Scissor Sisters Ana Matronic.
Arrivò alla posizione numero 30 nella Repubblica d'Irlanda e alla 20 nel Regno Unito, piazzandosi così più giù rispetto al precedente Krafty.
Il videoclip è il primo a vedere come protagonista la band dopo quello del 1993 di World (The Price of Love).

## Tracce
Testi e musiche dei New Order, S. Price e A. Lynch.

### D #1: NUOCD14 (UK & Europa)
1. Jetstream (Radio Edit) – 3:47
2. Jetstream (Richard X Remix Edit) – 3:38

### CD #2 (Enhanced): NUCDP14 (UK & Europa)
1. Jetstream (Jacques Lu Cont Rmx/2nd) – 8:21
2. Jetstream (Richard X Remix) – 7:42
3. Jetstream (Tom Neville Remix) – 7:35
4. Jetstream (Arthur Baker Remix) – 7:04
5. Jetstream (Ana Bridge Vox) – 5:22
6. Jetstream (Video/U-MYX)

### 12": NUOX14 (UK & Europa)
1. Jetstream (Jacques Lu Cont Remix) – 8:19
2. Jetstream (Radio Edit) – 3:47
3. Jetstream (Richard X Remix) – 7:42
4. Jetstream (Tom Neville Remix) – 7:35

### Download digitale
1. Jetstream (New Order's Bunker Mix) (Remixed by New Order) – 5:38
2. Jetstream (Tom Neville Dub) (Remixato da Tom Neville) – 6:31
3. Jetstream (Phela Vox) (Remixato da Pete Heller) – 9:02
4. Jetstream (Phela Dub) (Remixato da Pete Heller) – 9:07

## Classifiche
| Classifica (2005)                      | Posizione |
| -------------------------------------- | --------- |
| Australia ARIA Singles Chart           | 79        |
| Media Control tedesca                  | 86        |
| Irish Singles Chart                    | 30        |
| Official Singles Chart                 | 20        |
| U.S. Billboard Hot Dance Club Play     | 3         |
| U.S. Billboard Hot Dance Singles Sales | 7         |